# پناهگاه معروف به اشکفت
پناهگاه معروف به اشکفت مربوط به دوره نوسنگی با سفال است و در شهرستان سلسله، بخش مرکزی، روستای امیر علیا واقع شده و این اثر در تاریخ ۲۳ شهریور ۱۳۸۲ با شمارهٔ ثبت ۱۰۰۲۲ به‌عنوان یکی از آثار ملی ایران به ثبت رسیده است.